# Jaroslav Malátek
Jaroslav Malátek (13. března 1923, Choceň – 12. prosince 2014, Ústí nad Orlicí) byl český malíř. Byl představitelem českého malířského umění z přelomu 20. a 21. století, které vzešlo z odkazu francouzského kubismu, sahajícího až do doby renesance, kdy se malířství snažilo zachytit obrazové zpodobnění, třetího rozměru, hloubky.

## Životopis
Narodil se ve starém mlýně v Chocni. Vystudoval gymnázium v České Třebové, kde byl k malířství nasměrován profesorem Bělským, který ho učil kreslení. Zároveň se při studiích zajímal i o atletiku, kde ho jeho sportovní výkony dovedly do Prahy. Tam měl možnost po sportovních mítincích navštěvovat nejrůznější galerie a seznamovat se s díly význačných malířů. Pár let po studiích na gymnáziu byl totálně nasazen na práce do Norimberku v nacistickém Německu.
Po 2. světové válce úspěšně vystudoval Pedagogickou fakultu Univerzity Karlovy v Praze, kde byl studentem profesorů Martina Salcmana, Karla Lidického, Cyrila Boudy a dalších, kteří mu předávali techniku a umění mistrovského malíře Maxe Švabinského.
V 50. letech 20. století, v době komunistických čistek se musel rozloučit s učitelskou profesí. O to víc se věnoval malování. Krajina se mu stala zdrojem mnoha námětů a dávala mu inspiraci k životu. Pohled na krajinu v Zámrsku, či Javornice k horám, místa odkud pocházel malíř Vojtěch Sedláček), Choceň na Lhotách, Běstovická krajina – tak zní jen některé názvy jeho krajin. V době komunismu pracoval jako sklenář, natěrač, horník, dělník v logistice. Bavila ho i práce v reklamě, navrhoval interiéry. V roce 1980 se přestěhoval z Chocně do Brandýsa nad Orlicí. Tam se seznámil s přítelkyní Helenou. V té době opustil původní plošné kompozice a přešel k abstraktním obrazům a malbám. Začaly tak vznikat vrstvené plastické obrazy jejichž základem byl sololit, kov a sklo. Všechny plastické obrazy vznikly nejprve v malých skicách a maketách. Posléze se zvětšovaly za pomoci počítačových programů do stávající velikosti. Plastické obrazy „Metafory prostoru“ jsou určeny pro moderního bydlení. Zdobí též prostory ve významných evropských institucích.

## Dílo

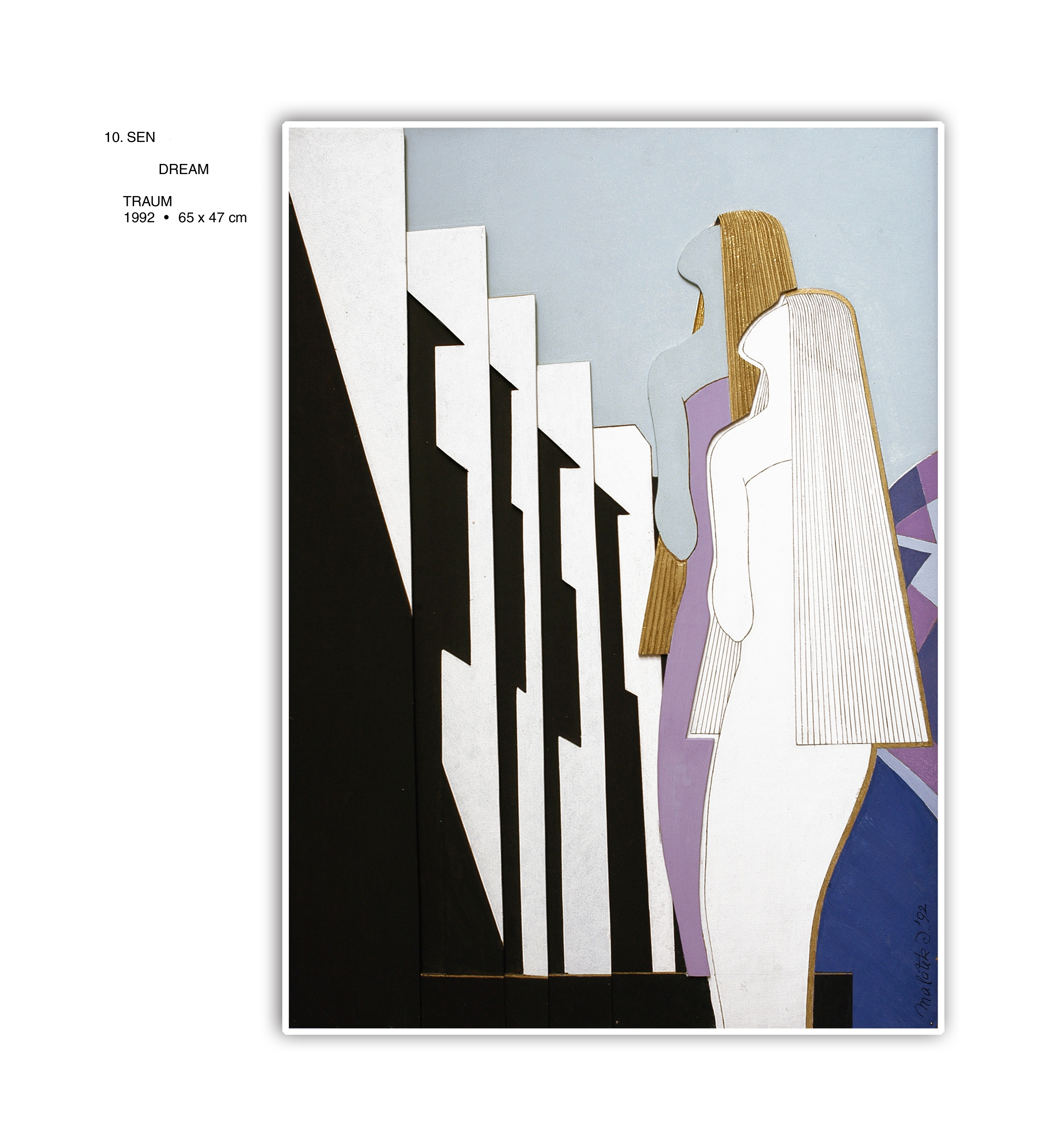
Dreams
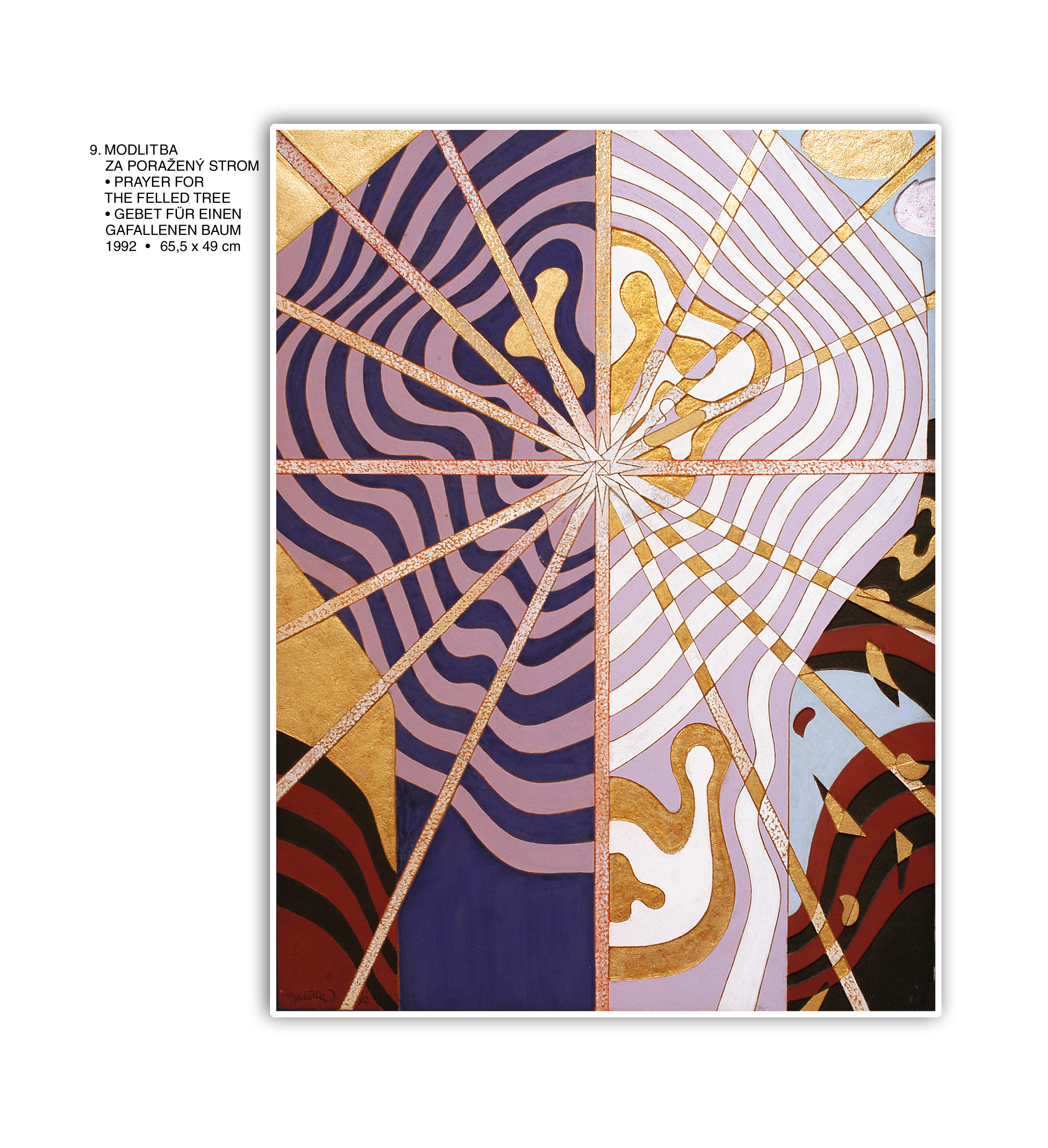
Life is Life
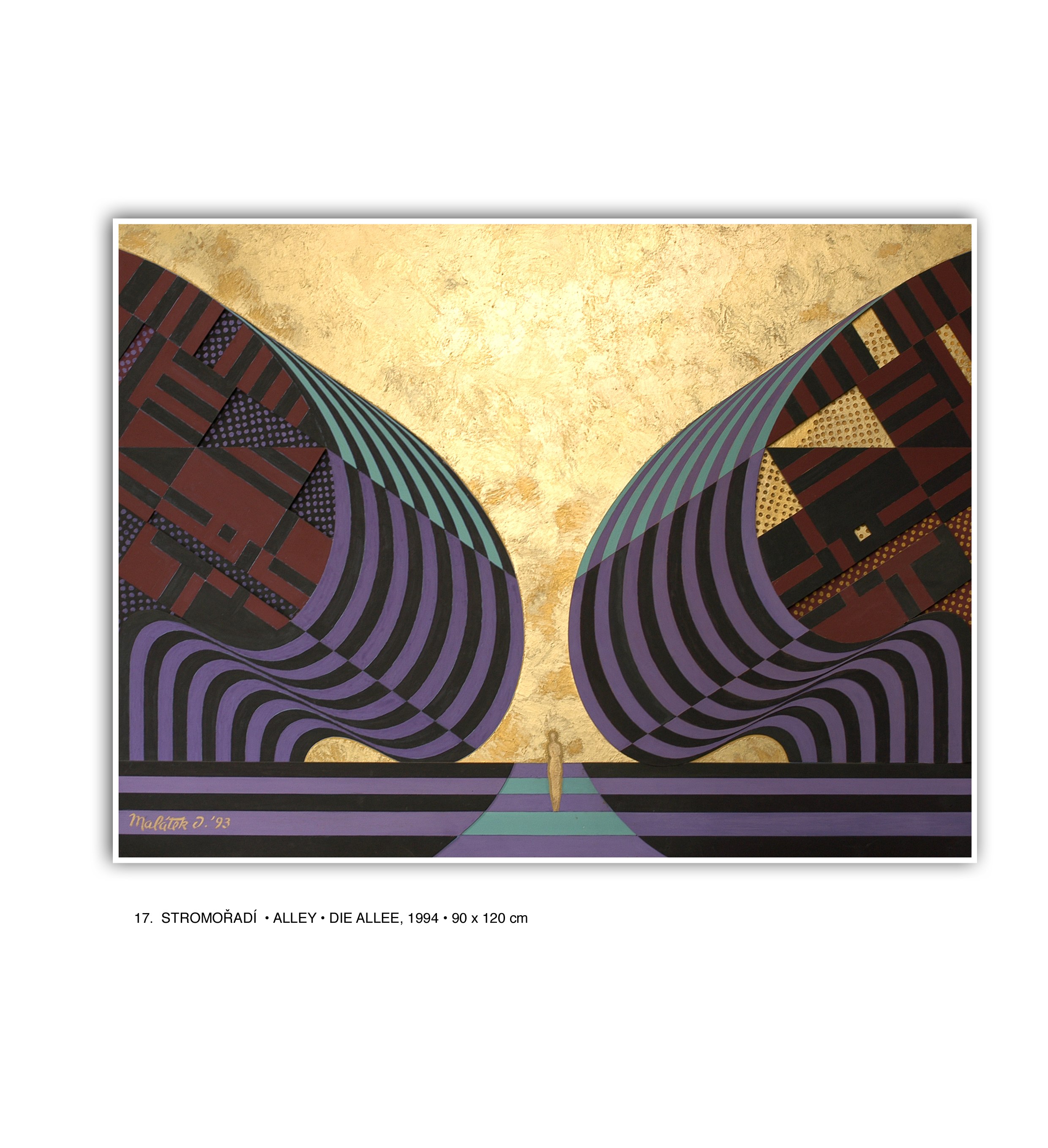
Alley

### Výstavy (výběr)
- Galerie výtvarného umění, Náchod
- Cesta k plastickým obrazům, Městská knihovna, Letohrad
- Galerie Skleněná kostka, Pardubice
- Galerie Pod Radnicí, Ústí nad Orlicí
- Malá pevnost, Terezín
- Soutěž uměleckých filmů, Curych, Švýcarsko
- Mezinárodní soutěž v malbě, Osaka, Japonsko